# 埃雷迪亞縣
埃雷迪亞縣（西班牙語：Cantón de Heredia），是哥斯達黎加的縣份，位於該國中北部，由埃雷迪亞省負責管轄，首府設於埃雷迪亞，面積282.60平方公里，海拔高度1,262米，2011年人口123,616人，人口密度每平方公里437.42人。